# Neopelma chrysocephalum
A Neopelma chrysocephalum a madarak osztályának verébalakúak (Passeriformes) rendjébe és a piprafélék (Pipridae) családjába tartozó faj.

## Rendszerezése
A fajt August von Pelzeln osztrák ornitológus írta le 1868-ban, a Heteropelma nembe Heteropelma chrysocephalum néven.

## Előfordulása
Dél-Amerika északi részén, Brazília, Kolumbia, Francia Guyana, Guyana, Peru, Suriname és Venezuela területén honos. 
Természetes élőhelyei a szubtrópusi és trópusi lombhullató erdők és cserjések, valamint szavannák. Állandó, nem vonuló faj.

## Megjelenése
Testhossza 13 centiméter.

## Életmódja
Gyümölcsökkel és rovarokkal táplálkozik.

## Természetvédelmi helyzete
Az elterjedési területe rendkívül nagy, egyedszáma pedig stabil. A Természetvédelmi Világszövetség Vörös listáján nem fenyegetett fajként szerepel.